# Odontopera obliquaria
Odontopera obliquaria là một loài bướm đêm trong họ Geometridae.